# Kunnamangalam
Kunnamangalam es una ciudad censal situada en el distrito de Kozhikode en el estado de Kerala (India). Su población es de 47396 habitantes (2011). Se encuentra a 11 km de Kozhikode.

## Demografía
Según el censo de 2011 la población de Kunnamangalam era de 47396 habitantes, de los cuales 23971 eran hombres y 23425 eran mujeres. Kunnamangalam tiene una tasa media de alfabetización del 96,70%, superior a la media estatal del 94%: la alfabetización masculina es del 98,50%, y la alfabetización femenina del 94,87%.